# Turkiet i olympiska sommarspelen 1972
Turkiet deltog med 43 deltagare vid de olympiska sommarspelen 1972 i München. Totalt vann de en silvermedalj.

## Medaljer

### Silver
- Vehbi Akdağ - Brottning, fristil, fjädervikt.